# Luisia tristis
Luisia tristis es una especie de orquídea.

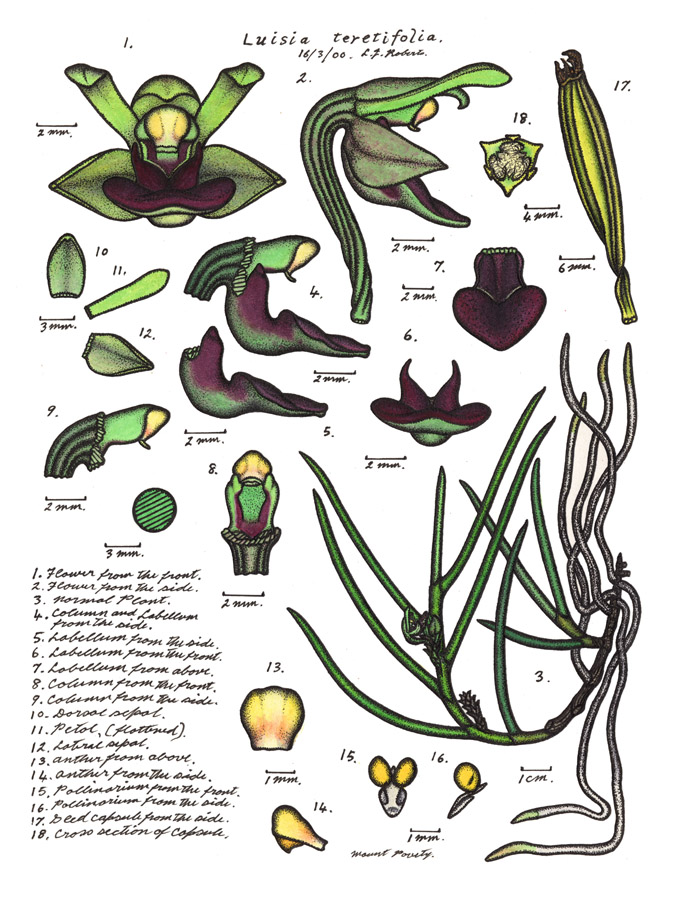
Ilustración

## Descripción
Es una planta pequeña a grande, que prefiere el clima cálido, de hábitos epifitas que crece con un tallo no ramificado, reclinado para colgante y que lleva muchas hojas cilíndricas, y obtusas. Florece en la primavera en una inflorescencia de 1,25 cm a 2,5 cm de largo con unas 6 flores con brácteas florales ovadas, obtusas y con las flores dispuestas en forma de espiral con sólo 1 a 2 abiertas en cualquier momento.

## Distribución y hábitat
Se encuentra en Tailandia, Vietnam, Malasia y Borneo en elevaciones de 900 a 1500 metros en los árboles en los bosques húmedos de tierras bajas. 

## Taxonomía
Luisia tristis fue descrita por (G.Forst.) Hook.f. y publicado en The Flora of British India 6: 25. 1890.
Sinonimia
- Cymbidium triste (G.Forst.) Roxb.
- Epidendrum triste G.Forst.
- Luisia atacta D.L.Jones
- Luisia beccarii Rchb.f.
- Luisia burmanica Lindl.
- Luisia corrugata D.L.Jones
- Luisia macrocarpa Schltr.
- Luisia occidentalis Lindl.
- Luisia platyglossa Rchb.f.
- Luisia teretifolia Gaudich.
- Luisia truncata Blatt. & McCann
- Luisia valida Rchb.f.
- Luisia zeylanica Lindl.
- Trichorhiza teretifolia (Gaudich.) Lindl. ex Steud.[3][4]